# Invensys
Invensys — британский промышленный концерн, производитель средств автоматизации, систем управления и безопасности для зданий и сооружений, автоматики для железнодорожного транспорта.

## История
Сформирован в 1999 году в результате слияния компаний BTR и Siebe. Основные торговые марки продукции — Avantis, Eurotherm, Foxboro, IMServ, InFusion, Triconex, SimSci, Skelta, Wonderware, Drayton, Eberle, Eliwell, среди приобретений — нидерландский производитель ERP-систем Baan (2003).
С 1999 по 2004 год компания прошла масштабную программу реструктуризации, чтобы сократить свои расходы, поскольку падение продаж и большие долги привели к опасности банкротства. Программа ликвидации в сочетании с реструктуризацией долга в размере 2,7 млрд фунтов стерлингов в 2004 году спасла компанию от краха.
В мае 2005 года, после завершения процесса рефинансирования, Рик Хейторнтвэйт ушёл с поста генерального директора Invensys, его место занял Ульф Хенрикссон.  В мае 2006 года французская транснациональная компания Schneider Electric объявила о приобретении предприятий Invensys Building Systems (IBS) в Северной Америке и Азии за 296 млн долл. В декабре 2007 года Invensys договорилась о продаже своего подразделения безопасности Firex компании United Technologies.
В конце 2009 года в рамках усилий по объединению различных брендов и названий в железнодорожном секторе компания Westinghouse Rail Systems была переименована в Invensys Rail.
В 2011 году компания Invensys Rail заключила сделки на общую сумму 700 млн фунтов стерлингов с многочисленными организациями, такими как Network Rail и Obrascón Huarte Lain, на её сигнальную продукцию. В марте Уэйн Эдмундс, который был финансовым директором Invensys с 2009 года, был назначен генеральным директором, заменив Ульфа Хенрикссона. 
В июле 2013 года было объявлено, что Invensys будет передана французской транснациональной корпорации Schneider Electric за общую сумму 3,4 миллиарда фунтов стерлингов. В 2014 году поглощён Schneider Electric за $5,5 млрд.